# Пуховки
Пуховки (лат. Bucco) — род птиц из семейства пуховковых. Обитают в Южной Америке. Название рода происходит от латинского слова bucca, что означает «щека».

## Состав рода
В состав рода учёные включают четыре вида:
| Изображение | Научное (латинское) название | Русское название      | Распространение |
| ----------- | ---------------------------- | --------------------- | --- |
|             | Bucco capensis               | Ошейниковая пуховка   | Север Южной Америки (Амазония), южная часть Колумбии и Венесуэлы, а также обе Гвианы.                                                                                |
|             | Bucco macrodactylus          | Бурошапочная пуховка  | Северо-запад Южной Америки в западной части Амазонии (Бразилия, Венесуэла, Колумбия, Эквадор, Перу, северная часть Боливии и восточная часть бассейна реки Ориноко). |
|             | Bucco noanamae               | Черношапочная пуховка | Колумбия. |
|             | Bucco tamatia                | Пятнистая малакоптила | Боливия, Бразилия, Колумбия, Эквадор, Французская Гвиана, Гайана, Перу, Суринам и Венесуэла.                                                                         |

Род введён французским натуралистом Матюрен-Жаком Бриссоном в 1760 году. Типовой вид — Bucco capensis. Видам в составе рода МСОП присвоены охранные статусы LC и NT.

## Описание
Длина тела менее 20 см.

## Биология
Питаются насекомыми, но в рационе этих птиц присутствуют и другие живые существа, в том числе мелкие позвоночные.